# Myristica guatteriifolia
Myristica guatteriifolia är en tvåhjärtbladig växtart som beskrevs av A. Dc. Myristica guatteriifolia ingår i släktet Myristica och familjen Myristicaceae. Inga underarter finns listade i Catalogue of Life.